# مارماروسبونديولوس
مارماروسبونديولوس (بالإنجليزية: Marmarospondylus) هو جنس مشكوك في صحته من الديناصورات الصربودية، عاش خلال العصر الجوراسي الأوسط في ما يُعرف اليوم بوسط إنجلترا. اسم الجنس يعني "الفقرة الرخامية"، في إشارة إلى تكوين فورست ماربل الجيولوجي الذي وُجدت فيه العينة.

## الاكتشاف والتسمية
تم وصف مارماروسبونديولوس لأول مرة في عام 1875 من قبل عالم الحفريات البريطاني ريتشارد أوين، استنادًا إلى فقرة ظهرية واحدة غير مكتملة تم العثور عليها في تكوين فورست ماربل في إنجلترا. النوع الوحيد في هذا الجنس هو Marmarospondylus robustus.

## الحالة التصنيفية
يُعتبر هذا الجنس من الأجناس المشكوك فيها (nomen dubium) بسبب قلة المواد الأحفورية التي لا تكفي للتمييز التشريحي الدقيق عن غيره من الديناصورات الصربودية الأخرى. ولذلك، فإن مكانه الدقيق في شجرة تصنيف الصوروبودا لا يزال غير مؤكد.

## الأهمية الجيولوجية
تُعد الحفرية جزءًا من تكوين فورست ماربل، وهو تكوين جيولوجي من العصر الجوراسي الأوسط، غني بالحفريات البحرية والبرية، ويُوفّر لمحة عن الحياة في تلك الحقبة في بريطانيا القديمة.